# Neuhof an der Zenn
Neuhof an der Zenn is een plaats in de Duitse deelstaat Beieren, en maakt deel uit van het Landkreis Neustadt an der Aisch-Bad Windsheim.
Neuhof an der Zenn telt 2.202 inwoners.

## Plaatsen in de gemeente
| - Adelsdorf - Dietrichshof - Eichenmühle - Hirschneuses - Neuhof a.d.Zenn | - Neukatterbach - Neuselingsbach - Neuziegenrück - Oberfeldbrecht - Rothenhof | - Straußmühle - Unterfeldbrecht - Vockenroth - Ziegelhütte |

Bad Windsheim ·
Baudenbach ·
Burgbernheim ·
Burghaslach ·
Dachsbach ·
Diespeck ·
Dietersheim ·
Emskirchen ·
Ergersheim ·
Gallmersgarten ·
Gerhardshofen ·
Gollhofen ·
Gutenstetten ·
Hagenbüchach ·
Hemmersheim ·
Illesheim ·
Ippesheim ·
Ipsheim ·
Langenfeld ·
Marktbergel ·
Markt Bibart ·
Markt Erlbach ·
Markt Nordheim ·
Markt Taschendorf ·
Münchsteinach ·
Neuhof a.d.Zenn ·
Neustadt a.d.Aisch ·
Oberickelsheim ·
Obernzenn ·
Oberscheinfeld ·
Scheinfeld ·
Simmershofen ·
Sugenheim ·
Trautskirchen ·
Uehlfeld ·
Uffenheim ·
Weigenheim ·
Wilhelmsdorf